# Wencho Farrell
Wencho Farrell (Willemstad, 25 december 1982) is een Curaçaos voetbalkeeper en international die uitkwam voor de nationale ploeg van de Nederlandse Antillen en later Curaçao. Als voormalig jeugdspeler van AZ Alkmaar en FC Groningen, speelde Farrell vervolgens voor verschillende clubs in het Nederlands amateurvoetbal.

## Clubvoetbal
Farrell woonde als kind in Den Helder, een van de 21 zogenaamde Antillianengemeenten in Nederland. Al van jongs af aan was Farrell bezig met voetbal en algauw werd hij ingeschreven bij de plaatselijke voetbalclub HCSC, waar hij speelde tot en met de D-junioren bleef spelen. Daarna stapte hij over naar de C-pupillen van het ambitieuze WGW, de club waar eerder onder meer Brutil Hosé en Mark de Vries doorstroomden naar het profvoetbal. Diverse professionele voetbalclubs toonden interesse in Farrell, maar uiteindelijk wist FC Groningen de jonge talentvolle keeper naar zijn jeugdopleiding te halen. Waarna hij de overstap maakte naar de Martinistad.
Bij FC Groningen was het club in eerste instantie enthousiast over de jonge keeper. Zo werd Farrell, die weggeplukt was uit de C-junioren van WGW, geplaatst in de A1 van FC Groningen. Slechts één seizoen speelde Wencho Farrell in het groen-wit van FC Groningen. In dat seizoen werden er geen prijzen gewonnen. Toch wist de jonge keeper de aandacht te trekken van de Noord-Hollandse club AZ, de ambitieuze club van zakenman Dirk Scheringa.
In 1999 kwam Farrell terecht in de jeugdopleiding van AZ. Hij begon als reservekeeper bij het eerste elftal van de A-junioren, maar veroverde in de voorbereiding een basisplaats. Tijdens het seizoen vond er een trainerswissel plaats. Doordat de nieuwe trainer zijn eigen keeper meenam, had Farrell weinig toekomst meer in de jeugd van AZ en keerde hij terug naar Den Helder om terug te keren naar HCSC. In het seizoen 2006/07 werd hij met HCSC kampioen van de Tweede Klasse. Ondanks dat HCSC in het seizoen 2007/08 degradeerde, wist Farrell de aandacht te trekken van Türkiyemspor, op dat moment een van de topclubs in het Nederlandse amateurvoetbal.
In de winter van 2008 wordt hij binnengehaald bij de Amsterdamse club Türkiyemspor, waar hij in de Hoofdklasse zou spelen onder leiding van de trainer John de Wolf. Na een paar weken te hebben getraind met de Amsterdamse club, blokkeerde de KNVB de transfer omdat het niet zou voldoen aan de reglementen.
Vanaf 2009 komt Farrell uit voor ZAP in Breezand. Met deze club wordt Farrell in zijn eerste seizoen kampioen van de Derde Klasse, wat het begin van een knappe opmars zou zijn naar de Eerste klasse, waar ZAP tussen 2009 en 2012 in drie seizoenen driemaal promoveerde. In de zomer van 2012 maakt Farrell de overstap naar HVV Hollandia, dat uitkwam in de Topklasse, destijds het derde niveau van het Nederlands voetbal.

### Statistieken
| Seizoen         | Club            | Competitie      | Competitie | Competitie |
| Seizoen         | Club            | Competitie      | Wed.       | Dlp.       |
| --------------- | --------------- | --------------- | ---------- | ---------- |
| 2001/02         | WGW             | Vierde klasse   | 22         | 0          |
| 2002/03         | HCSC            | Eerste klasse   | 22         | 0          |
| 2005/06         | HCSC            | Tweede klasse   | 20         | 0          |
| 2006/07         | HCSC            | Tweede klasse   | 20         | 0          |
| 2007/08         | HCSC            | Eerste klasse   | 22         | 0          |
| 2008/09         | HCSC            | Tweede klasse   | 22         | 0          |
| 2009/10         | ZAP             | Derde klasse    | 22         | 0          |
| 2010/11         | ZAP             | Tweede klasse   | 26         | 0          |
| 2011/12         | ZAP             | Eerste klasse   | 26         | 0          |
| 2012/13         | HVV Hollandia   | Topklasse       | 10         | 0          |
| 2013/14         | HCSC            | Derde klasse    | 26         | 0          |
| 2014/15         | ZAP             | Tweede klasse   | 26         | 0          |
| 2015/16         | ZAP             | Tweede klasse   | 26         | 0          |
| Carrière totaal | Carrière totaal | Carrière totaal | 290        | 0          |

Bijgewerkt t/m 18 juni 2016.

## Interlands

### Nederlandse Antillen
Met het Helders voetbalelftal was Wencho Farrell succesvol op het Maritiem Toernooi van 2006. Op dit toernooi eindigden de amateurs van het Helders elftal op de tweede plaats, achter N.E.C., maar vóór de professionele voetbalclubs Roda JC en Maccabi Tel Aviv. Onder het oog van voormalig voetbaltrainer en voetbalscout Leen Looyen ontving Farrel een persoonlijke prijs voor "Beste Keeper van het toernooi".
Toen Looyen eind 2007 benoemd werd tot bondscoach van de Nederlandse Antillen, was hij Farrell niet vergeten. Als keeper van HCSC werd Farrell geselecteerd voor de kwalificatiewedstrijden voor het WK 2010 in Zuid-Afrika. Op 6 februari 2008 maakte Farrell zijn interlanddebuut in de gewonnen kwalificatiewedstrijd tegen Nicaragua (1-0).
| Interlands van Wencho Farrell voor de Nederlandse Antillen | Interlands van Wencho Farrell voor de Nederlandse Antillen | Interlands van Wencho Farrell voor de Nederlandse Antillen | Interlands van Wencho Farrell voor de Nederlandse Antillen | Interlands van Wencho Farrell voor de Nederlandse Antillen | Interlands van Wencho Farrell voor de Nederlandse Antillen |
| №                                                          | Datum                                                      | Wedstrijd                                                  | Uitslag                                                    | Type                                                       | Doelpunten                                                 |
| Als speler bij HCSC                                        | Als speler bij HCSC                                        | Als speler bij HCSC                                        | Als speler bij HCSC                                        | Als speler bij HCSC                                        | Als speler bij HCSC                                        |
| ---------------------------------------------------------- | ---------------------------------------------------------- | ---------------------------------------------------------- | ---------------------------------------------------------- | ---------------------------------------------------------- | ---------------------------------------------------------- |
| 1.                                                         | 06-02-2008                                                 | Nicaragua - Nederlandse Antillen                           | 0-1                                                        | WK Kwalificatie '10                                        | 0                                                          |
| 2.                                                         | 26-03-2008                                                 | Nederlandse Antillen - Nicaragua                           | 2-0                                                        | WK Kwalificatie '10                                        | 0                                                          |
| 3.                                                         | 09-06-2008                                                 | Nederlandse Antillen - Venezuela                           | 0-1                                                        | Oefeninterland                                             | 0                                                          |
| 4.                                                         | 15-06-2008                                                 | Haïti - Nederlandse Antillen                               | 0-0                                                        | WK Kwalificatie '10                                        | 0                                                          |
| 5.                                                         | 22-06-2008                                                 | Nederlandse Antillen - Haïti                               | 0-1                                                        | WK Kwalificatie '10                                        | 0                                                          |
|                                                            | Totaal                                                     |                                                            |                                                            | 5                                                          | 0                                                          |

### Curaçao
In 2011 werd hij door de Argentijnse bondscoach Manuel Bilches opgeroepen voor Curaçao.
| Interlands van Wencho Farrell voor Curaçao | Interlands van Wencho Farrell voor Curaçao | Interlands van Wencho Farrell voor Curaçao | Interlands van Wencho Farrell voor Curaçao | Interlands van Wencho Farrell voor Curaçao | Interlands van Wencho Farrell voor Curaçao |
| №                                          | Datum                                      | Wedstrijd                                  | Uitslag                                    | Type                                       | Doelpunten                                 |
| Als speler bij ZAP                         | Als speler bij ZAP                         | Als speler bij ZAP                         | Als speler bij ZAP                         | Als speler bij ZAP                         | Als speler bij ZAP                         |
| ------------------------------------------ | ------------------------------------------ | ------------------------------------------ | ------------------------------------------ | ------------------------------------------ | ------------------------------------------ |
| 1.                                         | 03-11-2011                                 | Antigua en Barbuda - Curaçao               | 5-2                                        | WK Kwalificatie '14                        | 0                                          |
| 2.                                         | 07-11-2011                                 | Curaçao - Haïti                            | 2-4                                        | WK Kwalificatie '14                        | 0                                          |
|                                            | Totaal                                     |                                            |                                            | 2                                          | 0                                          |